# Wilczkowo (Brzeżno)
Wilczkowo (deutsch Völzkow) ist ein Dorf in der polnischen Woiwodschaft Westpommern. Es gehört zur Landgemeinde (Gmina) Brzeżno (Briesen) im Powiat Świdwiński (Schivelbeiner Kreis).

## Geographische Lage
Das Kirchdorf liegt in Hinterpommern, am Südzipfel des 36 Hektar großen Völzkower Sees, fünf Kilometer südlich von Schivelbein (Świdwin). Nördlich des Völzkower Sees schließt sich der Buchholzsee an, ohne dass eine Wasserverbindung besteht.

## Geschichte
Im Landbuch der Neumark wird der Ort Voltzikow im Jahr 1337 erstmals erwähnt. 1499 leisten die Voltzkow zu Voltzkow dem Kurfürsten Joachim Lehnseid. 1630 wird das Gut Völzkow mit dem Schivelbeiner Burglehen an Georg Wilhelm Karsten von Zastrow verliehen, und 1650 gelangt es an den Schivelbeiner Bürgermeister Heinrich Heinrici.
1882 bestehen zwei Großgüter von 355 bzw. 631 Hektar sowie eine Ziegelei, und 1884 werden vier Bauern, ein Kossät und ein Büdner genannt. 1939 gibt es auch eine Brennerei, eine Molkerei und eine Stärke- und Flockenfabrik.
Im Jahre 1939 leben in der 655 Hektar großen Gemeinde 176 Einwohner in 40 Haushaltungen. 154 Personen waren in der Landwirtschaft beschäftigt, worunter die Saatgutwirtschaft für Kartoffeln und Getreide sowie eine Warmblutpferdezucht erwähnenswert sind.
Völzkow bildete bis 1945 mit Briesen (heute polnisch: Brzeżno), Kussenow (Koszanowo) und Venzlaffshagen (Więcław) den Amts- und Standesamtsbezirk Briesen im Amtsgerichtsbereich Schivelbein. Bis zur Kreisreform im Jahre 1932 gehörte Völzkow zum Kreis Schivelbein, der dann im Landkreis Belgard (Persante) aufging.
Im Jahr 1945 gehörte das Dorf Völzkow zum Landkreis Belgard im Regierungsbezirk Köslin der preußischen Provinz Pommern des Deutschen Reichs. Völzkow war dem Amtsbezirk Briesen zugeordnet.
Gegen Ende des Zweiten Weltkriegs wurde Völzkow am 5. März 1945 von der Roten Armee besetzt. Nach Beendigung der Kampfhandlungen wurde Völzkow zusammen mit ganz Hinterpommern seitens der sowjetischen Besatzungsmacht der Volksrepublik Polen zur Verwaltung überlassen. Danach begann die Zuwanderung polnischer Zivilisten. Das Dorf Völzkow wurde unter der polonisierten Ortsbezeichnung  ‚Wilczkowo‘ verwaltet. In der Folgezeit wurde die einheimische Bevölkerung von der polnischen Administration aus Völzkow und dem Kreisgebiet vertrieben.
Heute ist Wilczkowo ein Ortsteil der Gemeinde Brzeżno im Powiat Świdwiński.

## Kirche

### Kirchengemeinde

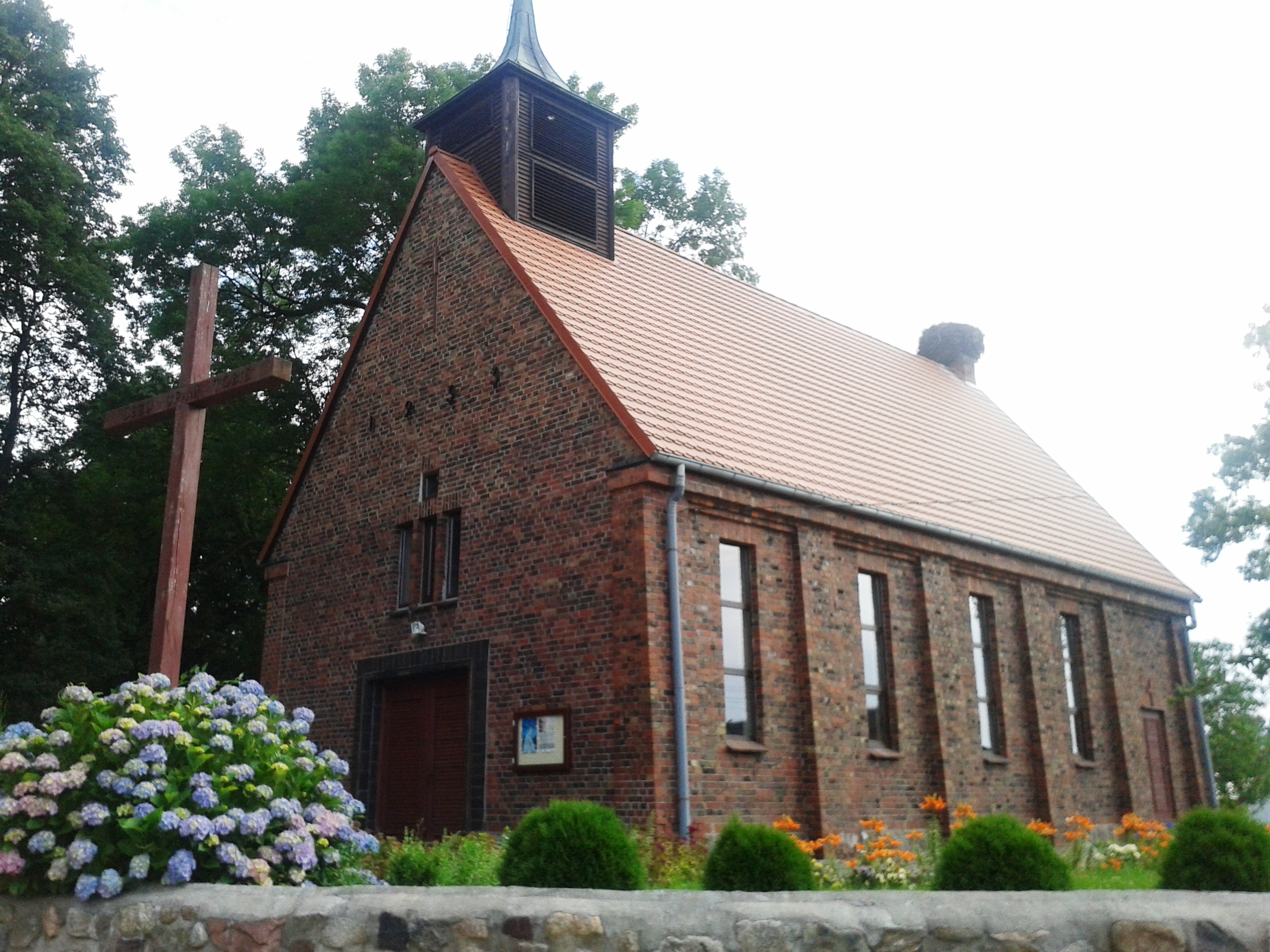
Dorfkirche (2014), bis 1945 Gotteshaus der evangelischen Gemeinde Völzkow

Bis 1945 war Völzkow mit Kussenow zu einer Kirchengemeinde verbunden. Kirchdorf war Völzkow. Mit den Kirchengemeinden Briesen und Venzlaffshagen das Kirchspiel Venzlaffshagen im Kirchenkreis Schivelbein der Kirchenprovinz Pommern in der evangelischen Kirche der Altpreußischen Union. Im Jahre 1940 zählt die Kirchengemeinde Völzkow-Kussenow 386 Gemeindeglieder von 962 im gesamten Kirchspiel. Das Kirchenpatronat hatten die Rittergutsbesitzer Schmeling und Strelow (beide Völzkow) inne. Letzter deutscher Geistlicher war Pfarrer Ernst Gauger.
Heute gehört Wilczkowo zum Kirchspiel Koszalin (Köslin) in der Diözese Pommern-Großpolen der polnischen Evangelisch-Augsburgischen Kirche.

### Dorfkirche
Die ehemalige dreiseitig geschlossene Fachwerkkirche wurde 1926 abgerissen und 1933 durch einen Neubau aus verzogenen Klinkern ersetzt. Auf dem mit Biberschwänzen eingedeckten Dach war ein Dachreiter aus Holz mit kupferverkleideter Spitze angebracht.
Der Sage nach sollen im Völzkower See Glocken versenkt sein, die, wie in Vineta, bei freundlichem Wetter bis zum Dorf hinauf klingen.

## Verkehr
Mit dem Straßennetz ist die Ortschaft durch die Woiwodschaftsstraße 162 Kołobrzeg (Kolberg)–Świdwin–Drawsko Pomorskie (Dramburg)  verbunden.
Die Bahnstation von Wilczkowo ist Świdwin an der Bahnstrecke Stargard Szczeciński–Gdańsk.